# Another Part of Me
Another Part Of Me är en låt skriven och framförd av Michael Jackson från hans album Bad från 1987. Från början var det meningen att Another Part of Me eller den nu bortklipptna låten "Street Walker" skulle vara titellåten. Men producenten Quincy Jones gillade inte titeln och det blev Street Walker. Men även det byttes bort. Another Part of Me utgavs som singel den 11 juli 1988.